# William Sharon
William Sharon (Smithfield, 1821. január 9. – San Francisco, 1885. november 13.) az Amerikai Egyesült Államok szenátora (Nevada, 1875–1881).